# Llista de batlles d'Esparreguera
Aquesta és una llista cronològica dels Batlles i Alcaldes del municipi d’Esparreguera (Baix Llobregat). Fins al Decret del 23 de juny de 1835, la figura del cap del consistori rebia el nom de batlle. A partir d’aquesta data, s’utilitza la denominació d’alcalde.

### Batlles d'Esparreguera (1493–1835)
| Nom                         | Càrrec | Any  |
| --------------------------- | ------ | ---- |
| Salvador Vinyals            | Batlle | 1493 |
| Antoni Pi                   | Batlle | 1561 |
| Guillem Comelles            | Batlle | 1575 |
| Salvador Marquet            | Batlle | 1606 |
| Francesc Duran              | Batlle | 1626 |
| Rafel Pi                    | Batlle | 1627 |
| Francesc Noguera            | Batlle | 1638 |
| Fra Jeroni Ortís            | Batlle | 1642 |
| Antoni Prats                | Batlle | 1643 |
| Pau Cortans                 | Batlle | 1652 |
| Josep Farrés                | Batlle | 1655 |
| Joan Sibil                  | Batlle | 1674 |
| Antoni Tabescà              | Batlle | 1703 |
| Gil Montoriol               | Batlle | 1711 |
| Gil Montoriol               | Batlle | 1724 |
| Josep Magarola              | Batlle | 1726 |
| Josep Jorba                 | Batlle | 1730 |
| Jaume Vinyals               | Batlle | 1731 |
| Jaume Vinyals               | Batlle | 1732 |
| Josep Reynés                | Batlle | 1735 |
| Jaume Vinyals               | Batlle | 1736 |
| Francesc Montoriol i Papiol | Batlle | 1741 |
| Josep Reynés                | Batlle | 1742 |
| Pau Reynés                  | Batlle | 1747 |
| Joan Montoriol i Papiol     | Batlle | 1751 |
| Francesc Marc i Oliver      | Batlle | 1759 |
| Francesc Ribas              | Batlle | 1762 |
| Martí Ferreres              | Batlle | 1780 |
| Joan Capella                | Batlle | 1787 |
| Jaume Duran                 | Batlle | 1808 |
| Ferran Tabescà              | Batlle | 1809 |
| Ramon Raulit                | Batlle | 1814 |
| Francesc Ribas              | Batlle | 1816 |
| Joan Estruch                | Batlle | 1817 |
| Bartomeu Batlle             | Batlle | 1819 |
| Carles Massanet             | Batlle | 1821 |
| Josep Panadés i Magarola    | Batlle | 1822 |
| Tomàs Flo                   | Batlle | 1823 |
| Pau Morral                  | Batlle | 1823 |
| Francesc Monmany            | Batlle | 1825 |
| Baldiri Canals              | Batlle | 1828 |
| Josep Panadès i Magarola    | Batlle | 1834 |
| Fèlix Marrill               | Batlle | 1835 |

Fonts:

### Alcaldes d'Esparreguera (1836–actualitat)
| Nom                             | Càrrec  | Any  |
| ------------------------------- | ------- | ---- |
| Pau Brugueras                   | Alcalde | 1836 |
| Miquel Castellví                | Alcalde | 1839 |
| Josep Maria Vila                | Alcalde | 1841 |
| Ventura Miró                    | Alcalde | 1844 |
| Josep Vidal i Voltà             | Alcalde | 1846 |
| Jaume González                  | Alcalde | 1848 |
| Miquel Castellví                | Alcalde | 1850 |
| Joan Mach i Reynés              | Alcalde | 1852 |
| Cristòfol Vidal i Castells      | Alcalde | 1852 |
| Jaume Duran                     | Alcalde | 1854 |
| Miquel Castellví                | Alcalde | 1857 |
| Antoni Gonzàlez i Oliver        | Alcalde | 1861 |
| Agustí Carreres                 | Alcalde | 1865 |
| Saldoni Crusells                | Alcalde | 1867 |
| Mateu Vergés                    | Alcalde | 1867 |
| Antoni Comas                    | Alcalde | 1868 |
| Saldoni Crusells                | Alcalde | 1868 |
| Manuel Domènech i Vinyals       | Alcalde | 1869 |
| Cristòfol Vidal i Castells      | Alcalde | 1869 |
| Valentí Xalabia                 | Alcalde | 1870 |
| Antoni Broquetes i Ferrer       | Alcalde | 1872 |
| Joan Cairol                     | Alcalde | 1873 |
| Francesc Ferrer                 | Alcalde | 1874 |
| Saldoni Crusells                | Alcalde | 1875 |
| Cristòfol Vidal                 | Alcalde | 1876 |
| Manuel Domènech i Vinyals       | Alcalde | 1877 |
| Pere Valls i Ravetllat          | Alcalde | 1879 |
| Manuel Domènech i Vinyals       | Alcalde | 1881 |
| Baldiri Valls i Esteve          | Alcalde | 1883 |
| Joan Duran i Pla                | Alcalde | 1884 |
| Pau Duran i Jané                | Alcalde | 1887 |
| Josep Colominas i Isbert        | Alcalde | 1894 |
| Antoni Montoriol i Raspall      | Alcalde | 1899 |
| Joan Turró i Serrats            | Alcalde | 1900 |
| Bonaventura Crusells i Fàbregas | Alcalde | 1904 |
| Pere Canals i Jorba             | Alcalde | 1906 |
| Josep Brossa i Brossa           | Alcalde | 1906 |
| Pau Font i Colom                | Alcalde | 1909 |
| Serafí González i Rufí          | Alcalde | 1910 |
| Lluís Ventura i Simó            | Alcalde | 1912 |
| Josep Monné i Dinarés           | Alcalde | 1916 |
| Lisard Vidal i Subirats         | Alcalde | 1923 |
| Josep Elies i Font              | Alcalde | 1930 |
| Llorenç Domènech i Selva        | Alcalde | 1931 |
| Salvador Cortada i Mir          | Alcalde | 1931 |
| Miquel Galceran i Jorba         | Alcalde | 1933 |
| Antoni Puig i Marcet            | Alcalde | 1934 |
| Miquel Galceran i Jorba         | Alcalde | 1936 |
| Agustí Jorba i Alert            | Alcalde | 1938 |
| Llorenç Domènech i Selva        | Alcalde | 1939 |
| Lisard Vidal i Subirats         | Alcalde | 1939 |
| Lluís Masferrer Rodríguez       | Alcalde | 1940 |
| Vicenç Rius i Pons              | Alcalde | 1951 |
| Demetrio Pérez Massot           | Alcalde | 1960 |
| Ignácio Oleart Comellas         | Alcalde | 1972 |
| Juan Fons Casanovas             | Alcalde | 1978 |
| Joan Serra i Alert              | Alcalde | 1978 |
| Xavier Sitjà Poch               | Alcalde | 1999 |
| Francesca Fosalba Batalla       | Alcalde | 2007 |
| Joan-Paül Udina i Tormo         | Alcalde | 2011 |
| Eduard Rivas Mateo              | Alcalde | 2015 |
| Juan Jurado Bracero             | Alcalde | 2024 |

Fonts: